# Steropodon galmani
Genre
Espèce
Steropodon est un genre éteint de monotrèmes, qui ne compte qu'une espèce : Steropodon galmani, décrite par Archer, Flannery, Ritchie & Molnar en 1985.

## Étymologie
Le nom de Steropodon, vient du grec steropos « brillant » et odons « dent ». Ce nom a été choisi car les premiers fossiles se trouvaient dans un morceau brillant d'opale.

## Description

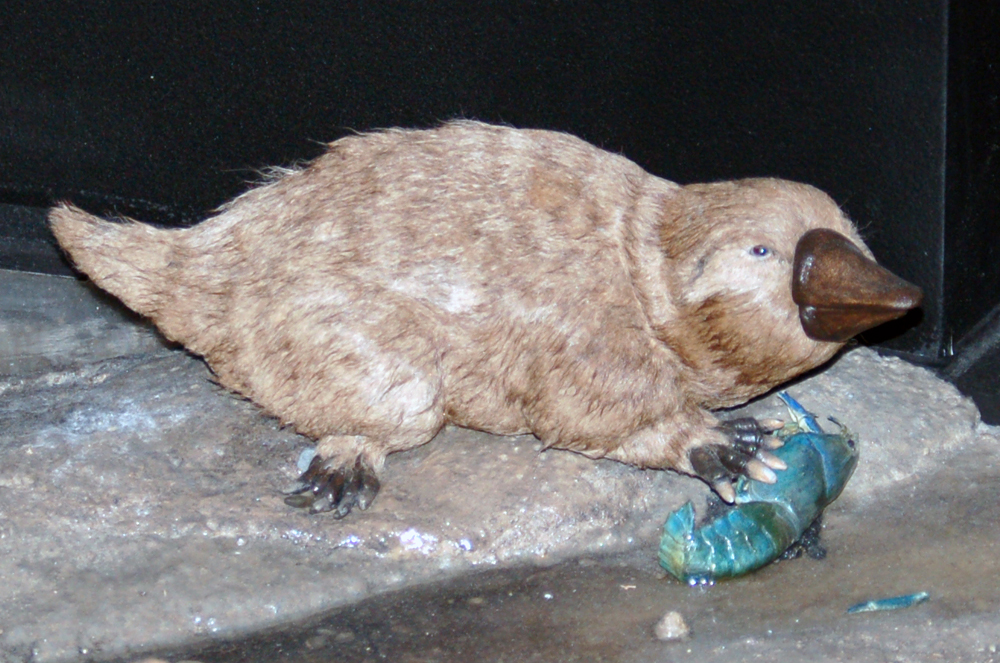
Modèle de Steropodon galmani à l'Australian Museum de Sydney.

Connu par un unique fragment opalisé de mandibule trouvé en 1985 dans la formation géologique de Griman Creek à Lightning Ridge en Nouvelle-Galles du Sud, par Michael Archer, T. F. Flannery, Alex Ritchie, et Molnar. Le fragment est conservé à l'Australian Museum à Sydney. Le fossile date du Crétacé inférieur : l'Albien moyen. Le fragment comporte trois molaires, qui mesurent 5–7 mm de long et 3–4 mm de large. On en a déduit que l'animal faisait entre 40 et 50 centimètres de long. L'hypothèse a été formulée que le canal sur le bord de la mandibule aurait supporté l'insertion d'un bec (Mike O. Woodburne, 2003).
Steropodon présente des similitudes avec le monotrème Teinolophos, qui a antérieurement vécu au Crétacé inférieur en Australie, mais qui est beaucoup plus petit (environ 10 centimètres de long).